# Cerithium

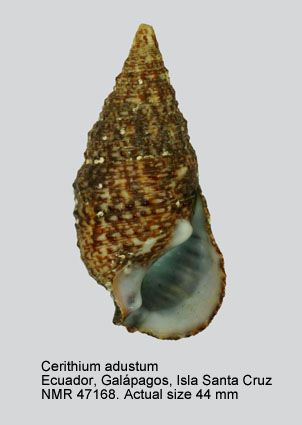
Cerithium adustum

Cerithium Bruguière, 1789 è un genere di molluschi gasteropodi della sottoclasse Caenogastropoda.

## Descrizione
Il genere Cerithium comprende un ampio gruppo di specie marine morfologicamente molto variabili caratterizzate da gusci allungati con molte spirali e aperture ovate, canali anteriori leggermente riflessi e scultura costituita da nervature assiali, corde a spirale con perline e nodi e varici posizionate casualmente. Il bordo del mantello è bilobato in sezione trasversale e presenta piccole papille che sorgono dal lobo interno. L'osfradio è bipectinato e la ghiandola ipobranchiale ben sviluppata. La radula è taenioglossata, le ghiandole salivari accoppiate passano attraverso l'anello nervoso. È presente una ghiandola esofagea e nella parte anteriore dello stomaco si trova lo stiloforo che contiene uno stilo cristallino e uno scudo gastrico. Il sistema nervoso è epiatroide. I gonodotti palliali sono aperti; l'ovidotto palliale comprende una grande borsa spermatofora e due ricettacoli seminali. I maschi sono privi del pene e producono spermatozoi dimorfici, che vengono trasferiti dagli spermatofori. Le femmine hanno un solco ciliato per la deposizione delle uova sul lato destro del piede e la massa dell'uovo è costituita da corde gelatinose intrecciate.

## Distribuzione e habitat
Le specie di Cerithium abbracciano un'ampia varietà di habitat, sia riguardo al substrato che alla distribuzione in profondità. La grande maggioranza delle specie si trova a livello intertidale o in acque poco profonde su substrati di sabbia e detriti, dove strisciano sulla superficie o si rintanano parzialmente intorno alle rocce. Molte specie tendono a scavare parzialmente durante il giorno, ma sono attivi in superficie durante la notte. Le specie di Cerithium sono solo occasionalmente infaunali; infatti, di tutte le specie di acque poco profonde, solo  Cerithium salebrosum è un vero abitante della sabbia infaunale, sebbene Cerithium tenellum si trovi talvolta anche in questo habitat. Tutte e cinque le specie di acque profonde, Cerithium abditum, Cerithium flemischi, Cerithium gloriosum, Cerithium matukense e Cerithium ophioderma, sono scavatori parziali, ma non veramente infaunali. La maggior parte degli altri Ceritidi abitanti delle sabbie infaunali sono specie Rhinoclavis. Tra le specie di Cerithium dell'indo-pacifico,  Cerithium rostratum è unico in quanto si trova spesso a vivere su fili di erbe marine angiosperme. Anche Cerithium columna e Cerithium zonatum si trovano nei letti di alghe, ma sono generalmente confinati nel substrato. Un certo numero di specie preferiscono substrati rocciosi solidi come grandi massi o piattaforme e banchine coralline rocciose. Le specie che si trovano comunemente in questo tipo di habitat sono Cerithium caeruleum, Cerithium echinatum, Cerithium nodulosum e Cerithium scabridum. Tra le specie più piccole, il Cerithium atromarginatum, il Cerithium egenum e il Cerithium punctatum sono limitati ai tappeti algali intertidali. Cerithium dialeucum, Cerithium interstriatum e Cerithium torresi prediligono ambienti sabbiosi limosi, mentre Cerithium coralium è unico nel trovarsi su sabbia fangosa nei substrati degli estuari intorno alle mangrovie.
Tutte le specie di Cerithium si alimentano di detriti algali, ma la maggior parte sembra pascolare su diatomee e microalghe piuttosto che su pezzi più grandi di alghe.
Il genere risale al tardo Cretaceo, ed era ricco di specie durante il Cenozoico: molte specie viventi sono note anche nella documentazione fossile del Cenozoico.
Sebbene le specie di Cerithium siano distribuite in tutto il mondo, principalmente in habitat tropicali a temperati caldi, la maggior parte di specie (circa il 70%) sono specie indo-pacifiche. Del resto, il 15% comprende specie del Pacifico orientale, il 10% di specie dell'Atlantico occidentale e il 5% di specie dell'Atlantico orientale e del Mediterraneo; quindi, in confronto ad altre province zoogeografiche, non vi è dubbio che il Cerithium abbia subito un'ampia speciazione nell'Indo-Pacifico.

## Tassonomia

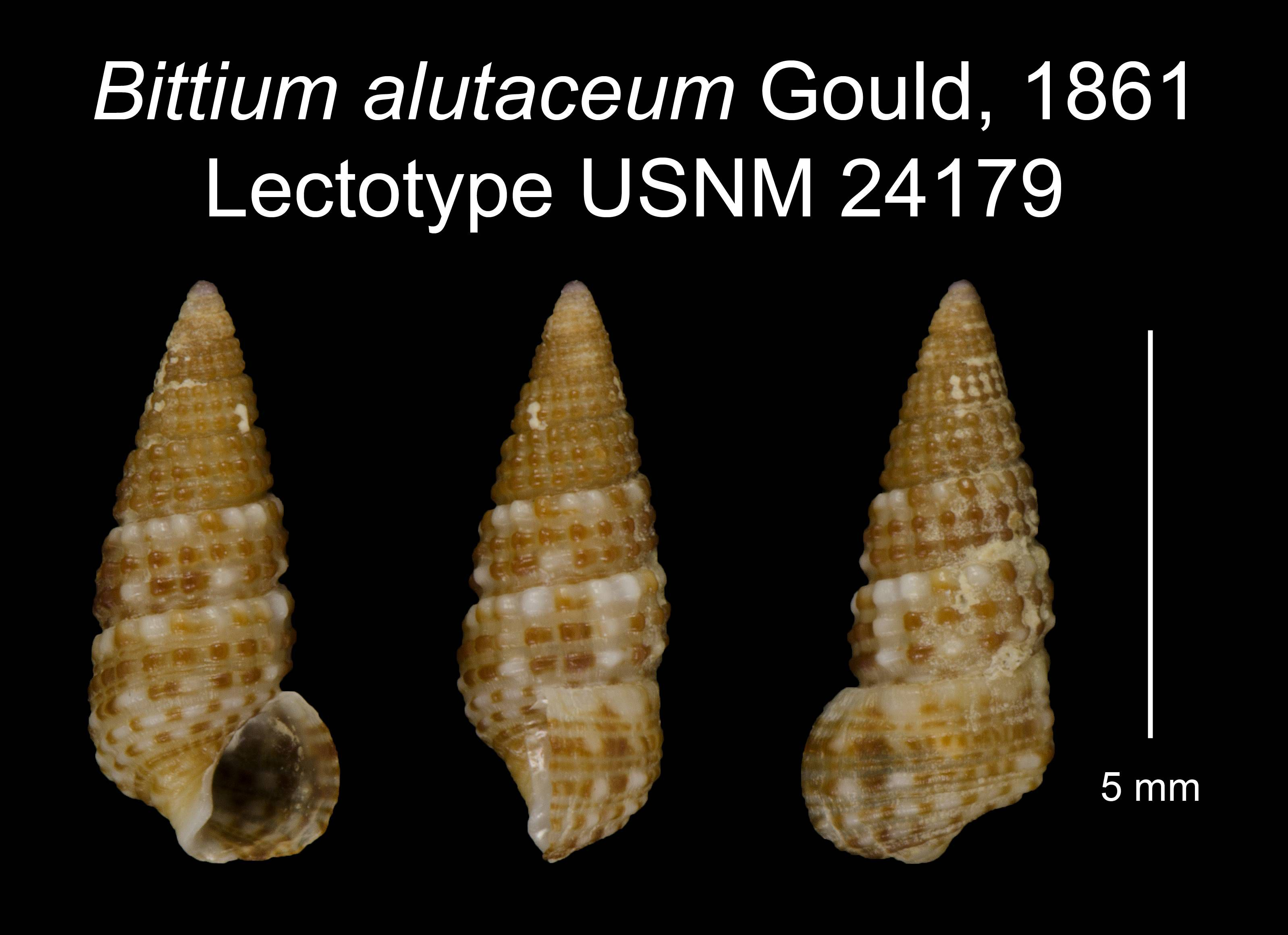
Cerithium alutaceum

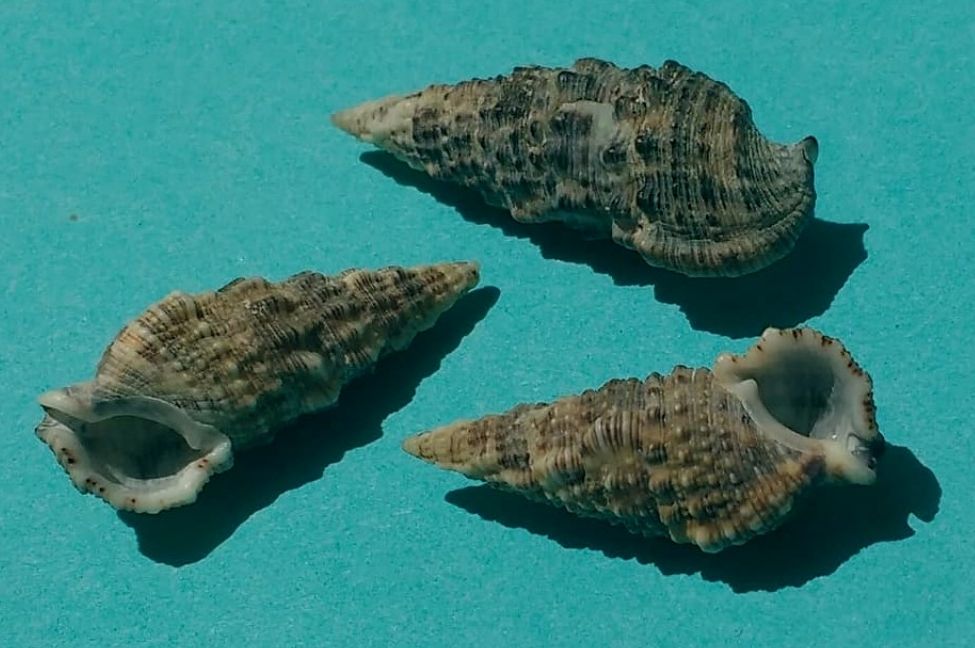
Cerithium atratum

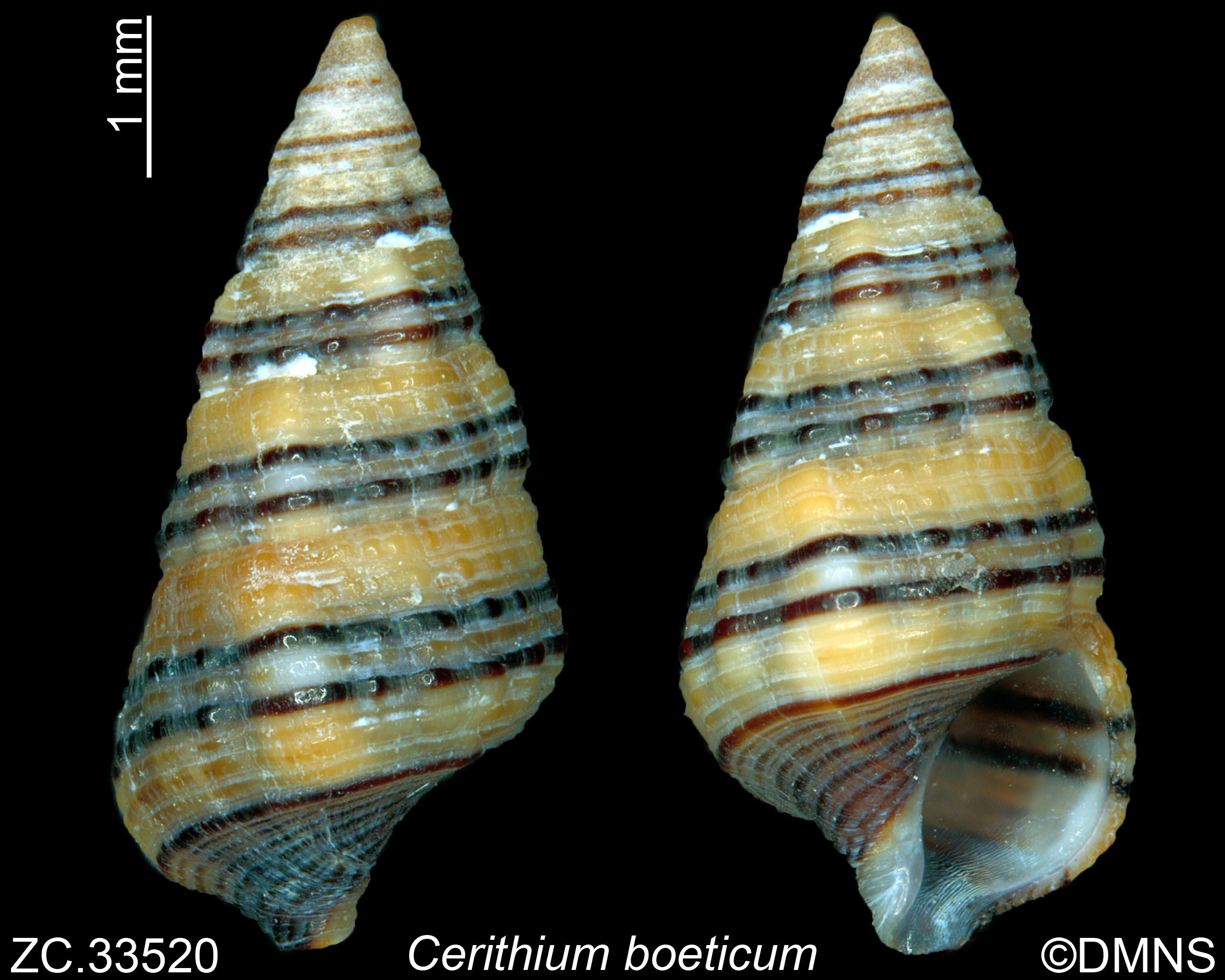
Cerithium boeticum

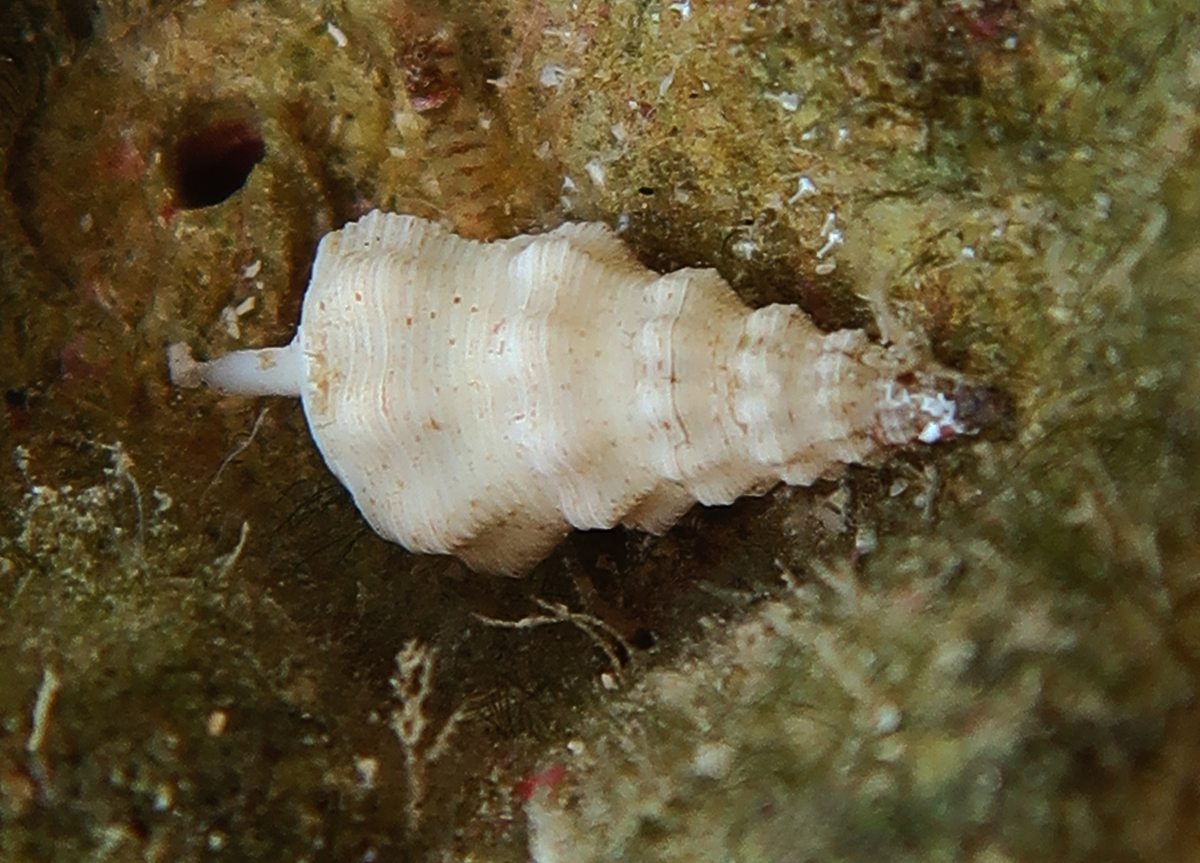
Cerithium citrinum

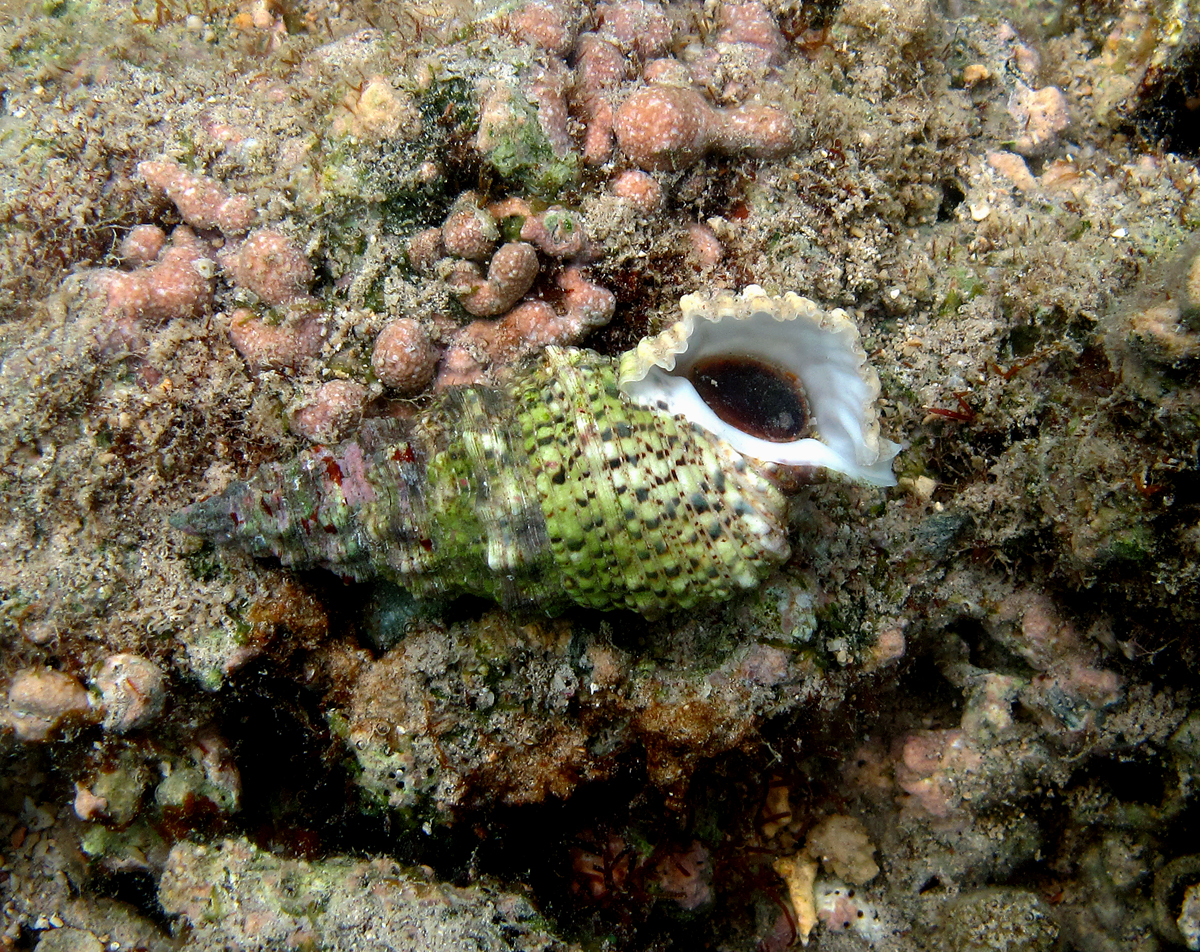
Cerithium echinatum

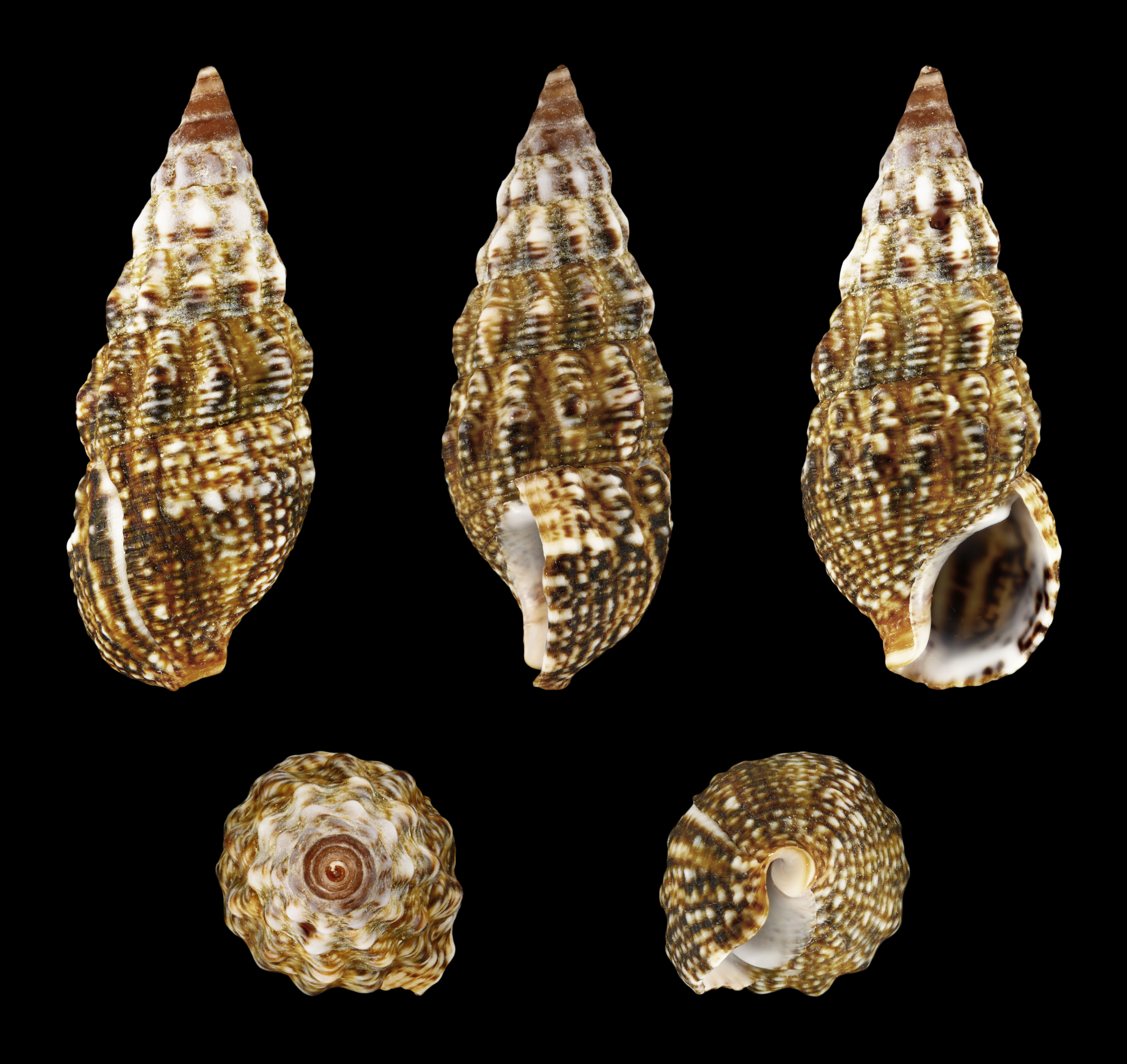
Cerithium lividulum

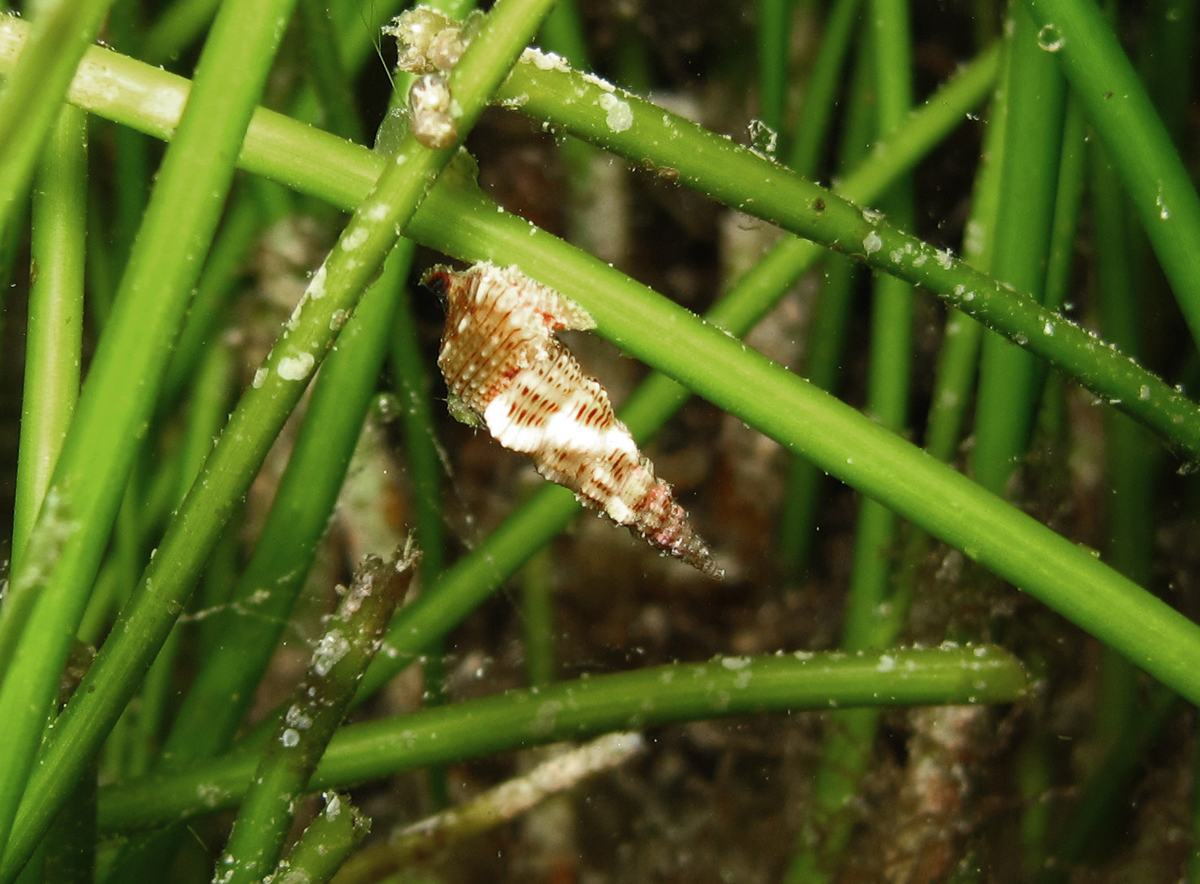
Cerithium rostratum

Il genere Cerithium  contiene 86 specie accettate.
- Cerithium abditum Houbrick, 1992
- Cerithium adustum Kiener, 1841
- Cerithium africanum Houbrick, 1992
- Cerithium albolineatum Bozzetti, 2008
- Cerithium alucastrum (Brocchi, 1814)
- Cerithium alutaceum (Gould, 1861)
- Cerithium amirantium E. A. Smith, 1884
- Cerithium atratum (Born, 1778)
- Cerithium atromarginatum Dautzenberg & Bouge, 1933
- Cerithium balletoni Cecalupo, 2009
- Cerithium balteatum Philippi, 1848
- Cerithium bayeri (Petuch, 2001)
- Cerithium boeticum Pease, 1860
- † Cerithium bronni Pease, 1860
- Cerithium browni (Bartsch, 1928)
- Cerithium buzzurroi Cecalupo, 2005
- Cerithium caeruleum G. B. Sowerby II, 1855
- † Cerithium calculosum Basterot, 1825
- Cerithium cecalupoi Cossignani, 2004
- Cerithium citrinum G. B. Sowerby II, 1855
- Cerithium claviforme Schepman, 1907
- Cerithium columna G. B. Sowerby I, 1834
- Cerithium coralium Kiener, 1841
- Cerithium crassilabrum Krauss, 1848
- Cerithium dialeucum Philippi, 1849
- Cerithium eburneum Bruguière, 1792
- Cerithium echinatum Lamarck, 1822
- Cerithium egenum Gould, 1849
- † Cerithium excavatum Brongniart in Cuvier & Brongniart, 1822
- Cerithium flemischi K. Martin, 1933
- Cerithium gallapaginis G. B. Sowerby II, 1855
- Cerithium gemmatum Hinds, 1844
- Cerithium gloriosum Houbrick, 1992
- Cerithium guinaicum Philippi, 1849
- Cerithium interstriatum G. B. Sowerby II, 1855
- Cerithium ivani Cecalupo, 2008
- Cerithium kreukelorum van Gemert, 2012
- Cerithium leptocharactum Rehder, 1980
- Cerithium lifuense Melvill & Standen, 1895
- Cerithium lindae Petuch, 1987
- Cerithium lissum R. B. Watson, 1880
- Cerithium litteratum (Born, 1778)
- Cerithium lividulum Risso, 1826
- Cerithium lutosum Menke, 1828
- Cerithium maculosum Kiener, 1841
- † Cerithium madreporicola Jousseaume, 1931
- Cerithium mangrovum Q. M. Sun & S. P. Zhang, 2014
- Cerithium matukense R. B. Watson, 1880
- Cerithium mediolaeve Carpenter, 1857
- Cerithium menkei Carpenter, 1857
- † Cerithium miocanariensis Martín-González & Vera-Peláez, 2018
- Cerithium munitum G. B. Sowerby II, 1855
- Cerithium muscarum Say, 1832
- Cerithium nesioticum Pilsbry & Vanatta, 1906
- Cerithium nicaraguense Pilsbry & H. N. Lowe, 1932
- Cerithium nodulosum Bruguière, 1792
- Cerithium novaehollandiae G. B. Sowerby II, 1855
- Cerithium ophioderma (Habe, 1968)
- Cerithium pacificum Houbrick, 1992
- Cerithium phoxum R. B. Watson, 1880
- Cerithium placidum Gould, 1861
- Cerithium protractum Bivona Ant. in Bivona And., 1838
- Cerithium punctatum Bruguière, 1792
- Cerithium rehderi Houbrick, 1992
- Cerithium renovatum Monterosato, 1884
- Cerithium repandum Monterosato, 1880
- Cerithium rostratum A. Adams in G. B. Sowerby II, 1855
- Cerithium rueppelli Philippi, 1848
- † Cerithium rufonodulosum E. A. Smith, 1901
- Cerithium salebrosum Sowerby II, 1855
- Cerithium scabridum Philippi, 1848
- Cerithium scobiniforme Houbrick, 1992
- Cerithium stercusmuscarum Valenciennes, 1832
- Cerithium subscalatum Pilsbry, 1904
- † Cerithium taeniagranulosum Lozouet, 1999
- Cerithium tenellum G. B. Sowerby II, 1855
- Cerithium torresi E. A. Smith, 1884
- Cerithium torulosum (Linnaeus, 1767)
- Cerithium traillii G. B. Sowerby II, 1855
- † Cerithium trochleare Lamarck, 1804
- Cerithium uncinatum (Gmelin, 1791)
- Cerithium variegatum (Kuroda & Habe, 1971)
- Cerithium vulgatum Bruguière, 1792
- Cerithium zebrum Kiener, 1841
- Cerithium zonatum (W. Wood, 1828)